# 孟十還
孟十還（1908年12月24日—？），作家、編輯、俄國文學研究者、翻譯者、教師，原名孟顯直，又名孟憲智，筆名孟咸直、咸直、孟斯根、斯根。
原籍遼寧，曾留學蘇聯10年，在黎烈文主編的《譯文》上發表許多俄國和蘇聯文學譯文，與魯迅合作翻譯《果戈理选集》等書，與魯迅來往密切，《魯迅全集》裡收有多封魯迅寫給他的信。
1949年到台灣工作，是國立政治大學東方語文學系（現在的斯拉夫語言文學系）第1位主任。
有很長一段時間，政治大學東方語文學系俄文組是台灣惟一的一個俄羅斯語言文學專業，早年台灣自行培養的俄語人才都是他的學生。
在台灣白色恐怖和反共抗俄的大環境下，他連自己留學蘇聯也諱莫如深，更絕口不提魯迅，並停止文學創作和譯介，只在1961年因應教學需要編著出版《俄文文法》，也已絕版多年。
退休後移民美國。

## 外部連結
- 〈魯迅是1部歷史〉（页面存档备份，存于）
- 〈孟十還〉，政大記憶網